# Lemno (przystanek kolejowy)
Lemno (ros. Лемно) – przystanek kolejowy w lasach, w rejonie pustoszkowskim, w obwodzie pskowskim, w Rosji. Położony jest na linii Moskwa - Siebież, w sporej odległości od osad ludzkich. Najbliższą miejscowością jest Rokaczino.